# Abadan
Pour l’article homonyme, voir Abadan (Turkménistan).
Abadan (en persan : آبادان) est une ville de la province du Khuzistan en Iran, dans une île de l'Arvand rud. La population de la ville d'après le recensement de 2006 était de 217 987 habitants.

## Histoire
Les premières mentions d'une agglomération, sur une île de l'embouchure du Tigre, datent des géographes grecs Claude Ptolémée (vers 170) et Marcien d'Héraclée (vers 400) : Apphana puis Apphadana. 
Le colmatage d'une partie de la zone impose un retrait des installations en terrain moins humide.
La région, plusieurs fois colonisée par diverses tribus arabes, témoigne d'une fusion de diverses cultures. 
Le pétrole est découvert dans les environs en 1908 et Abadan connut un nouvel essor en 1910 grâce à la construction d'un complexe pétrolier par l'Anglo-Persian Oil Company. C'était à l'époque la plus grande raffinerie du monde.

### Crise d'Abadan (conflit Anglo-Iranien)
La nationalisation par l'Iran de l'Anglo-Persian Oil Company (AIOC) en mars 1951 et l'expulsion des sociétés pétrolières occidentales de la raffinerie d'Abadan provoquent la crise d'Abadan.

### Siège d'Abadan (guerre Iran-Irak)
Lors de la guerre Iran-Irak (1980-1988), la ville, peuplée de 294 000 habitants en 1976, fut détruite ainsi que ses installations dont la raffinerie (remise partiellement en état en 1989). Presque toute la population avait fui la ville. La reconstruction d'Abadan est en cours.

## Transports et économie
Port important sous les Abbassides, Abadan accueille un aéroport international (code AITA : ABD) et également un institut de technologie et une grande raffinerie de pétrole.

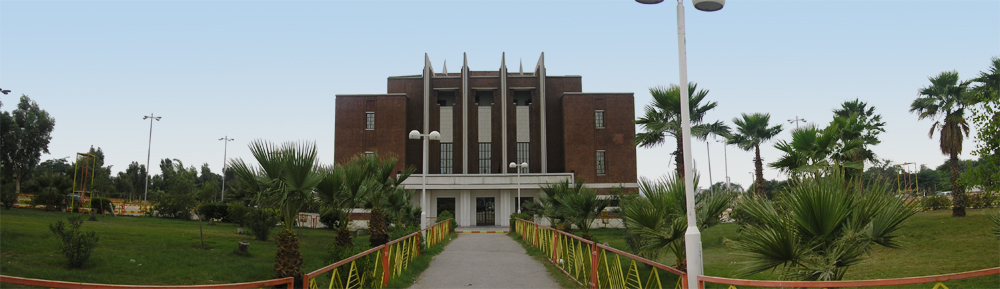
Le cinéma Taj à Abadan.

## Personnalités
- Ebrahim Rezaei Babadi (né en 1955), homme politique iranien.
- Patrik Baboumian (né en 1979), haltérophile.
- Abdulnabi Ghayem (né en 1956), écrivain iranien.
- Yahya Golmohammadi (né en 1971), footballeur.
- Ebrahim Mirzapour (né en 1978), footballeur.
- Abie Nathan (1927-2008), militant pacifiste israélien.
- Zoyâ Pirzâd (née en 1952), écrivaine iranienne.
- Alireza Azizi (1950-2021), joueur de football iranien.
- Amir Naderi (né en 1946), cinéaste iranien.